# Carlos Drummond de Andrade
Carlos Drummond de Andrade (Itabira, Minas Gerais, 31 de octubre de 1902 - Río de Janeiro, 17 de agosto de 1987) fue un poeta, periodista y político brasileño. A los 23 años edita junto a otros escritores La Revista, cuyo objeto era dar difusión a las expresiones del modernismo brasileño, movimiento que tiene su inicio durante la Semana de Arte Moderno realizada en São Paulo durante 1922.

## Biografía

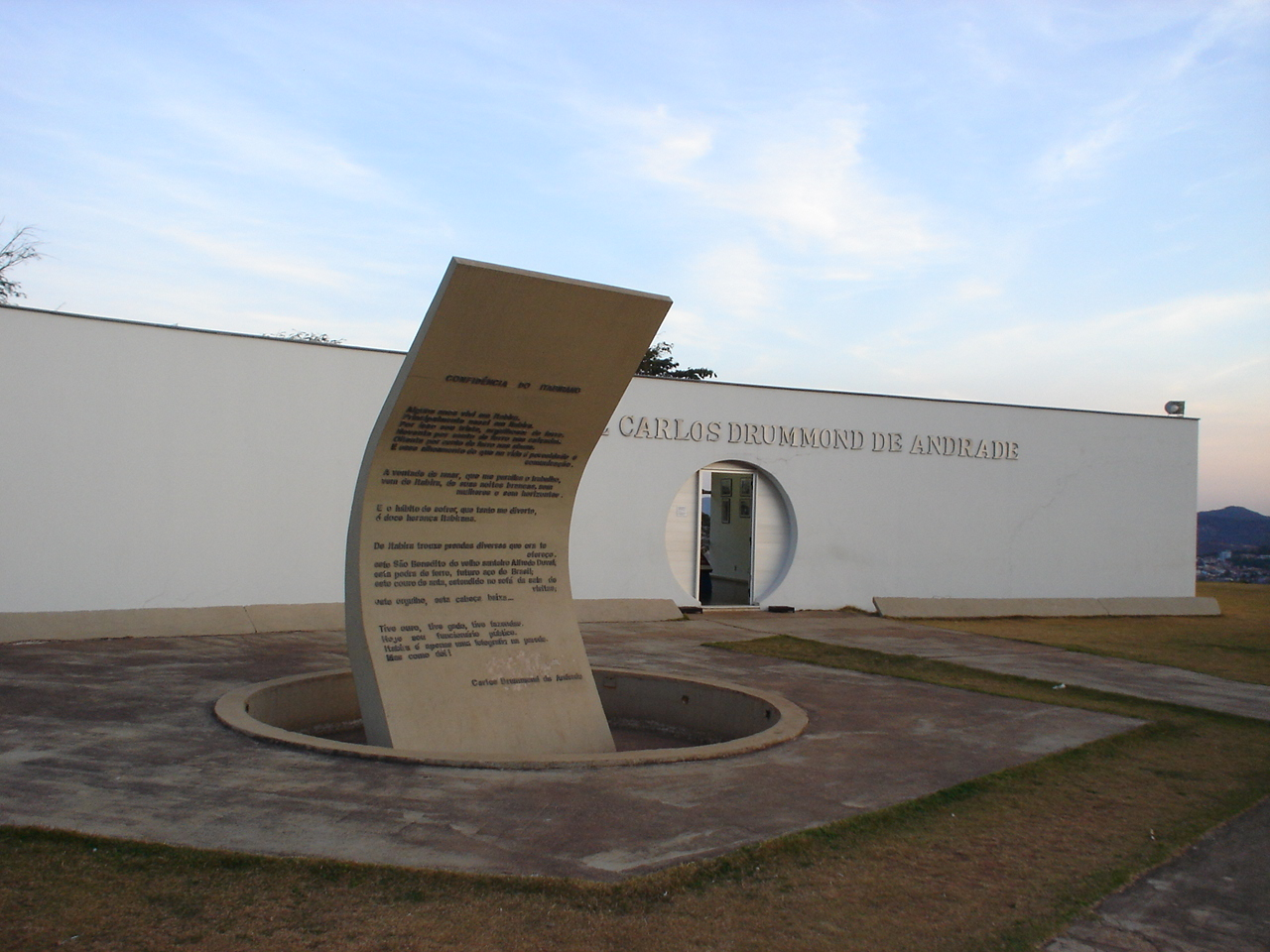
Memorial Carlos Drummond de Andrade, en Itabira.

Sus padres eran Carlos de Paula Andrade y Julieta Augusta Drummond. Drummond tenía 13 hermanos, en una familia del interior del Estado de Minas Gerais. Su familia tenía orígenes en el pasado colonial de Minas Gerais.
Se trasladó a la capital, Belo Horizonte, en 1920. Este año, Drummond publicó su primer informe, en el Jornal de Minas. Después de escribir algunos artículos y ensayos, comienza a trabajar en la agenda de Minas, donde escribió para los próximos diez años. En 1925 Andrade ingresó en la Facultad de Farmacia en Belo Horizonte, se graduó aunque nunca llegó a ejercer su profesión. Junto a su amigo Emilio Moura y otros amigos fundó La Revista, que fue uno de los principales órganos de difusión del modernismo local. En 1930 publicó su primer libro Alguna poesía. En 1934 se trasladó definitivamente a Río de Janeiro, ocupando el cargo de jefe de gabinete del nuevo ministro de Educación y Salud Pública. En ese mismo año ve la luz su segunda obra Brejo das Almas y en 1940 Sentimiento do Mundo.
Al finalizar la Segunda Guerra Mundial y caer el gobierno de Getúlio Vargas, ocupó por un corto período la dirección del diario Tribuna Popular. Regresó al ministerio de Educación desempeñándose en la Dirección de Patrimonio Histórico y Artístico. En forma paralela una intensa actividad periodística a la vez que una riquísima labor poética. Ejerció en su país primero y luego en el mundo la representación de los altos valores del modernismo de Brasil (nacionalismo no dogmático, empatía con el pueblo, creatividad no académica y libertad total a la palabra). En su momento no tembló su conciencia al renunciar a un importantísimo premio nacional que iba acompañado de una gran cantidad de dinero ya que éste era otorgado por el entonces gobierno militar de su país.
Desde sus primeros libros la poesía de Drummond se destacó del resto; es un obsequio verbal de la más alta calidad; es auténtica, legítima y grande. Siempre mantuvo una estrecha relación con la gente ejerciendo el poema y su prosa de prensa. Este enorme autor brasileño (tiene 28 libros de poesía editados) es considerado por la crítica como uno de los mayores poetas del Brasil.
Murió el 17 de agosto de 1987 en la ciudad de Río de Janeiro, doce días después de la muerte de su única hija María Julieta Drummond de Andrade, a causa del cáncer, había cuidado y seguido la enfermedad de su hija, y su partida lo devastó, acelerando la suya propia. Alcanzó gran repercusión con sus libros y a pesar de haber sido un fuerte candidato al Premio Nobel de Literatura rechazó cualquier nominación al Premio.

## Obras

### Poesía
- Alguma Poesia (1930)
- Brejo das Almas (1934)
- Sentimento do mundo (1940)
- José (1942)
- A Rosa do Povo (1945)
- Claro Enigma (1951)
- Fazendeiro do ar (1954)
- Quadrilha (1954)
- Viola de Bolso (1955)
- Lição de Coisas (1964)
- Boitempo (1968)
- A falta que ama (1968)
- Nudez (1968)
- As Impurezas do Branco (1973)
- Menino Antigo (Boitempo II) (1973)
- A Visita (1977)
- Discurso de Primavera e Algumas Sombras (1977)
- O marginal Clorindo Gato (1978)
- Esquecer para Lembrar (Boitempo III) (1979)
- A Paixão Medida (1980)
- Caso do Vestido (1983)
- Corpo (1984)
- Eu, etiqueta (1984)
- Amar se aprende amando (1985)
- Poesia Errante (1988)
- O Amor Natural (1992)
- Farewell (1996)
- Os ombros suportam o mundo(1935)
- Futebol a arte  (1970)
- Naróta do Coxordão  (1971)
- Da utilidae dos animais

### Antologías poéticas
- A última pedra no meu caminho (1950)
- 50 poemas escolhidos pelo autor (1956)
- Antologia Poética (1962)
- Antologia Poética (1965)
- Seleta em Prosa e Verso (1971)
- Amor, Amores (1975)
- Carmina drummondiana (1982)
- Boitempo I e Boitempo II (1987)
- Minha morte (1987)

### Literatura para niños
- O Elefante (1983)
- História de dois amores (1985)
- O pintinho (1988)
- Rick e a Girafa

### Narrativa
- Confissões de Minas (1944)
- Contos de Aprendiz (1951)
- Passeios na Ilha (1952)
- Fala, amendoeira (1957)
- A bolsa & a vida (1962)
- A minha Voda (1964)
- Cadeira de balanço (1966)
- Caminhos de João Brandão (1970)
- O poder ultrajovem e mais 79 textos em prosa e verso (1972)
- De notícias & não-notícias faz-se a crônica (1974)
- Os dias lindos (1977)
- 70 historinhas (1978)
- Contos plausíveis (1981)
- Boca de luar (1984)
- O observador no escritório (1985)
- Tempo vida poesia (1986)
- Moça deitada na grama (1987)
- O avesso das coisas (1988)
- Auto-retrato e outras crônicas (1989)
- As histórias das muralhas (1989)

### Traducciones al español
- La bolsa & la vida (Instantáneas de la vida brasileña), traducción María Rosa Oliver. Ediciones de la Flor, 1973.
- El amor natural. O amor natural en versión de Jesús Munárriz. Con un epílogo de Manel Graña Etcheverry. Edición bilingüe. Madrid, Ediciones Hiperión, 2004. ISBN 978-84-7517-796-0.
- Sentimiento del mundo (Sentimento do mundo). Traducción de Adolfo Montejo Navas. Edición bilingüe. Madrid, Ediciones Hiperión, 2005. ISBN 978-84-7517-865-3.
- El reverso de las cosas. Traducción de Óscar Limache y Ohmar Cachay Limache. Lima: Amotape Libros, 2014. ISBN 978-61-24646-95-9.